# Arnus Vallis

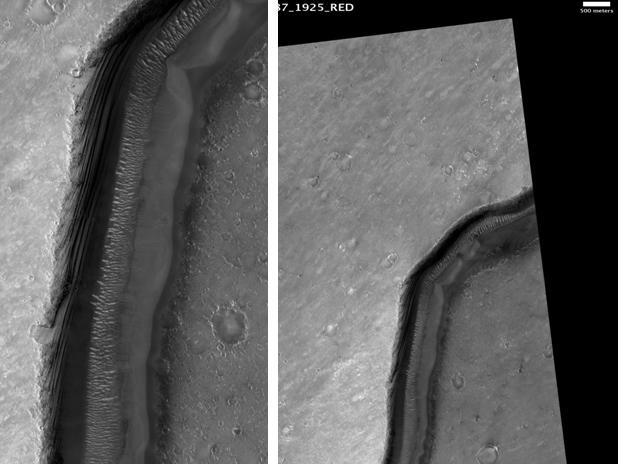
Camadas do Arnus Vallis.

Arnus Vallis é um antigo vale fluvial no quadrângulo de Syrtis Major em Marte, localizado à latitude 14.1º N e longitude 289.5º W. Possui uma extensão de 280 km e recebeu este nome do clássico e ainda corrente Rio Arno na Toscana, Itália (anteriormente chamado Arena Rupes).

## Refêrencias
1. ↑  http://planetarynames.wr.usgs.gov